# هلگویا
هلگویا (نروژی: Helgøya) جزیره‌ای در دریاچه میوسا است. این جزیره ۱۸٫۳ کیلومتر مربعی (۷٫۱ مایل مربع) در شهرداری رینگساکر در شهرستان اینلاندت، نروژ واقع شده‌است. این جزیره در جنوب شبه‌جزیره نیس قرار دارد و از سال ۱۹۵۷ توسط پل نیهسونه به سرزمین اصلی متصل شده‌است. این جزیره پیش‌تر تا سال ۱۹۶۴ بخشی از شهرداری نیس بود.
این جزیره از ۳۲ مزرعه تشکیل شده‌است. قابل توجه‌ترین آنها عمارت قدیمی هووینسهولم است که تا سال ۱۶۱۲ کلیسای خود را داشت. مزرعه قدیمی دیگر عیک ("بلوط") است که منبع نام بلندترین تپه جزیره است: اکسبرگت. مزرعه دیگر هاولسرود با باغ‌های قرن هفدهمی آن است. این جزیره به‌طور کلی دارای آثار تاریخی قرون وسطی است.
کلیسای هلگویا (Helgøya kirke) در ۷ دسامبر ۱۸۷۰ افتتاح شد. کلیسا با چوب و بلوک به سبک معماری نئوگوتیک ساخته شده‌است. این کلیسا حدود ۲۰۰ صندلی دارد. این ساختمان در دهه ۱۹۷۰ ترمیم و تا حدی بازسازی شد.

## نام
در زبان نورس باستان هلگوی (نورس باستان: Helgøy) و اویین هلگا (نورس باستان: Øyin helga) نام‌های این جزیره بودند که هر دو به معنای جزیره مقدس هستند. نام مزرعه هووین (نورس باستان: Hofvin - بعدها به هووینسهولم تغییر نام داد) در انتهای جنوبی جزیره ترکیبی از هوف به معنای "معبد بت پرست برای (خدایان نورس)" و وین به معنای "چمنزار" است.